# Digitalreceiver

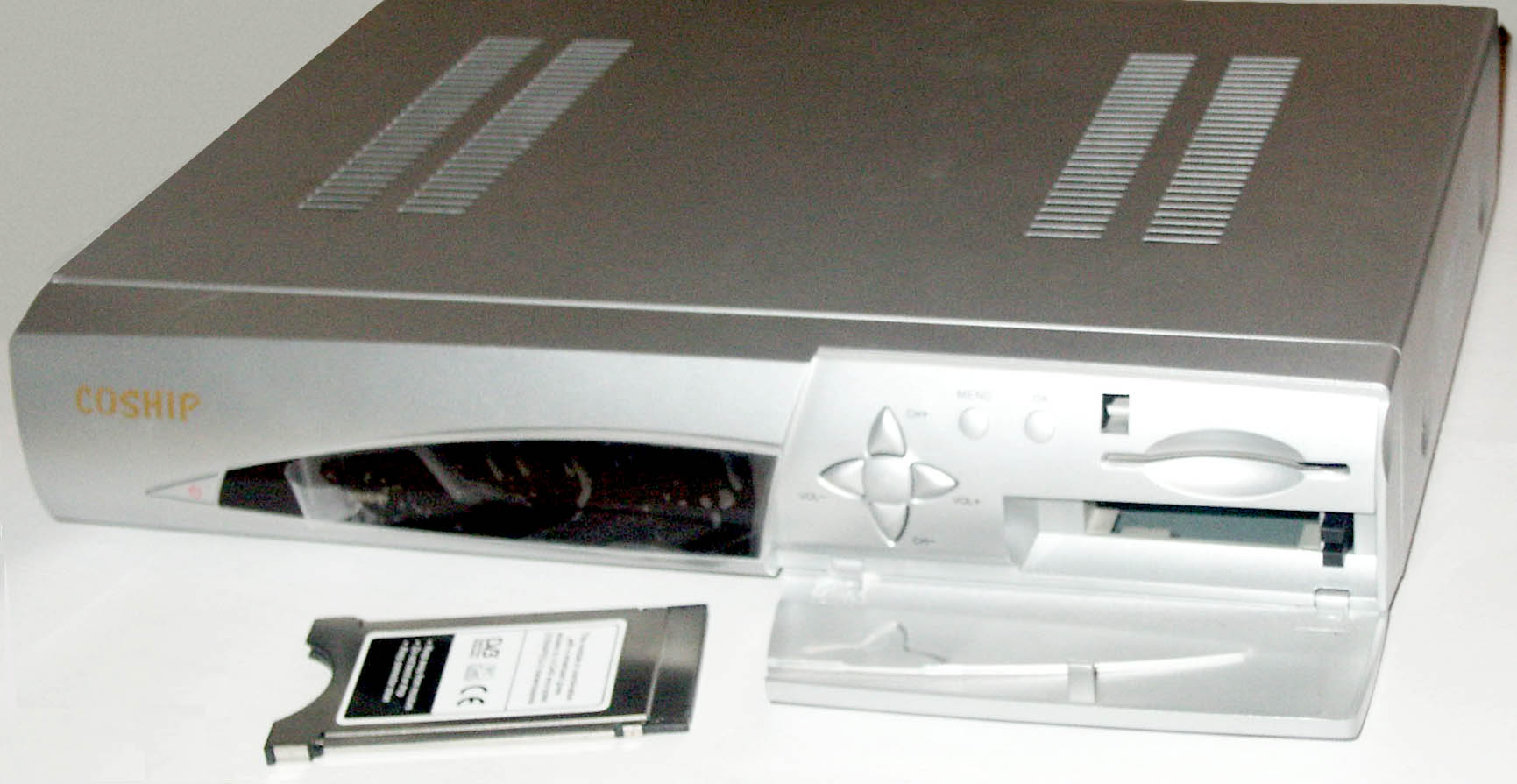
DVB-Receiver mit CI-Schacht (rechts) und Common Interface Modul (links unten)

Ein Digitalreceiver (auch Digitaldekoder oder Digitalempfänger) ist ein Gerät zur Dekodierung und zum Empfang digital übertragener Fernsehdienste und damit verbundener Angebote über Kabel, Satellit oder terrestrische Antenne, vor allem im DVB-Format. Solch ein Empfänger kann entweder direkt in das Wiedergabegerät integriert sein (siehe auch Tuner und IDTV) oder als selbständiges Gerät (Set-Top-Box) die bestehende Ausrüstung ergänzen.

## Bezahlfernsehen
Beim Bezahlfernsehen (Pay-TV) werden Digitalreceiver in Verbindung mit einer Dekoderkarte (Smartcard) auch zur Entschlüsselung kodierter Bezahlfernsehangebote benutzt. Die Karte enthält dabei, neben einer eindeutigen identifizierenden Nummer (PIN), den Schlüssel, der es dem Dekoder ermöglicht, den verschlüsselten Datenstrom zu dekodieren. Bekannte Entschlüsselungsverfahren sind dabei u. a. die Systeme NagraVision, Seca oder Betacrypt.

## Radio
Neben Digitalreceivern für digitales Fernsehen, die wie im Fall von DVB-S und DVB-C häufig auch für den Empfang von Hörfunkprogrammen genutzt werden können, existieren auch solche für reine Audioübertragungen. Entsprechende Formate sind beispielsweise Digital Audio Broadcast (DAB) und Digital Radio Mondiale (DRM) sowie seit 2018 ebenfalls für DVB-C (siehe auch Digitalradio). Wie bei der Videoübertragung ermöglicht auch hier die digitale Verbreitung eine höhere Übertragungsqualität und durch Komprimierung eine größere Anzahl von Sendern; ferner sind Zusatzdienste möglich.
Meist sind die Kosten für einen Audiodigitalreceiver (auch DAB Tuner-Box genannt) bereits vergleichbar mit digitalen Radiogeräten, so dass eine externe Aufrüstung eines alten, analogen Radiogeräts sich nicht mehr lohnt. Auch ist die Bedienung eines Radiogerätes über eine zusätzliche Tuner-Box recht umständlich.

## Interaktion
Neben dem Empfang, der Dekomprimierung und ggf. Dechiffrierung der Audio-Video-Signale sind Digitalempfänger meist auch fähig, programmbegleitende oder eigenständige Daten aufzubereiten. Neben Textinformationsdiensten im Stile von Teletext (RDS beim Radio), umfasst das vor allem elektronische Programmführer (EPG) sowie zunehmend interaktive Dienste (Quiz, Einkauf etc.), die einen Rückkanal erfordern.

## Speicherung
Wenn ein Zuschauer gleichzeitig ein Programm aufnehmen und ein beliebiges, anderes Programm anschauen will, benötigt er einen sogenannten Twin-Receiver mit zwei getrennten Tunern. Da die empfangenen digitalen Daten verlustfrei und ohne großen Aufwand gespeichert und dann weiterverarbeitet oder archiviert werden können, gibt es Digitalempfänger mit integrierter Festplatte (sogenannte Festplattenrekorder), DVD-Brenner, Netzwerkschnittstellen (Ethernet) oder USB-Schnittstellen, über die man die aufgenommenen Sendungen auf den PC spielen kann, um sie dort die Möglichkeit zu nutzen, sie zu schneiden oder auf DVD zu brennen; sowie DVB-Empfangskarten (intern und extern) für den PC, was allerdings nach Ansicht der Medienindustrie Urheberrechtsverletzungen provoziert. Digitale Twinreceiver sind mit und ohne Festplatte erhältlich. Festplattenrekorder ermöglichen zeitversetztes Fernsehen, bei dem eine Sendung, die gerade aufgenommen wird, schon währenddessen wiedergegeben werden kann.

## Hintergrund
Ein bekannter und in Deutschland weit verbreiteter Digitalreceiver für DVB war die d-box 1 und deren Nachfolger, die d-box 2. Die D-Box war einer der ersten digitalen Dekoder, der vom Bezahlfernsehen-Anbieter DF1/Premiere World und später von Premiere vermarktet und von der Kirch-Firma BetaResearch (Verschlüsselungsverfahren betacrypt, Java-Betriebssystem betanova für die d-box 2) entwickelt wurde. Durch die Paketierung von Programm und Dekoder erreichte die D-Box eine schnelle Verbreitung und besaß lange Zeit im Bereich des deutschen Bezahlfernsehmarktes eine Vormachtstellung.
Im Zuge der Insolvenz der Kirch-Gruppe wurde die Firma BetaResearch verkauft und stellte wenig später den Entwicklungsbetrieb ein. An Stelle von betacrypt trat im Oktober 2003 das Verschlüsselungsverfahren NagraVision.

## Technik

### Extern
Trotz der verwirrenden Vielfalt von Geräten auf dem Markt ist die in den Geräten eingesetzte Technik recht einheitlich. Die mit weit über 50 Prozent Marktanteil (ohne die in Deutschland noch weit verbreitete D-Box) führenden Omega-Chipsätze (STi5500, STi5518 u. ä.) enthalten alle eine ST20-32-bit-CPU und einen MPEG-Dekoder. Sie benötigen zum Betrieb im Wesentlichen nur noch externen Flash- und SDRAM-Speicher und einen an die jeweilige Empfangstechnik angepassten Tuner-Baustein. Der STi5518 unterstützt auch den Anschluss einer Festplatte.

### Intern integriert
Für rein digitale Empfangsgeräte ist keine digital-analog-Umwandlung mehr nötig. Das Empfangsgerät benötigt nur noch einen entsprechenden Tuner-Baustein. Zum Beispiel wird die MPEG-Dekodierung des Signals in den handelsüblichen Tuner-Bausteinen bereits durchgeführt. Zugefügt wird meist eine CI-Schnittstelle, Smartcard-Leser und ein entsprechender Dechiffrierelektronikbaustein. Man spricht deshalb im integrierten Fall auch nicht mehr von einem Digitalreceiver, sondern nur noch von einem digitalen Tuner.

### Ohne aktive Antennensteuerung
DVB-C/DVB-H/DVB-T-Empfänger verarbeiten am Antenneneingang immer ein statisch anstehendes Antennensignal, können dadurch nur jene als gesamtes über ein Frequenzband über ein Koaxialkabel übertragbaren Programme empfangen. Vorteilhaft ist, dass auch mehrere solche Empfänger an einer Antennensteckdose ohne gegenseitige Störung betrieben werden können. Nachteilig ist eine gegenüber einer aktiven Antennensteuerung geringere Programmvielfalt.
Manche DVB-T-Empfänger geben am Antennenanschluss eine Speisespannung zur Versorgung einer aktiven Zimmerantenne aus.

### Mit aktiver Antennensteuerung
DVB-S/DVB-S2-Empfänger verarbeiten am Antenneneingang mehr Frequenzen als über ein Koaxialkabel auf einmal übertragen werden können (Frequenzbereich 950–2200 MHz). Dazu generiert ein solcher Empfänger am Antennenanschluss spezielle Steuersignale (14/18 Volt, 22 kHz diseqc), mittels derer er die zu empfangende Satellitenfrequenz adressiert und so im vorgeschalteten Multischalter oder LNB, Unicable-LNB abruft.
Werden solche Geräte an einem Einkabelsystem betrieben (DC-Speisung deaktiviert), geht dadurch eine mögliche Programmvielfalt verloren. Es können aber dann auch Vorteile einer passiven Antennensteuerung genutzt werden. Durch moderne Digitaltechnik wiegt dieser Rückschritt nicht mehr so schwer; durch Komprimierung können heute bis zu 20 TV-Sender (durchschnittlich 6) in einen Digital-Transponder verpackt werden. Das wird sich mit der Einführung neuer Komprimierungstechniken wie H.264/Mpeg4 noch positiver auf eine Programmvielfalt auswirken. Eine aktive Antennensteuerung, in der PAL-Zeit unabdingbar für die Programmvielfalt, ist so im Digitalzeitalter nicht mehr unbedingt nötig.

## Aufzeichnen von digitalen Sendungen
Digitale Sendungen lassen sich entweder direkt digital speichern oder erst in ein Analogsignal wandeln und dann als solches aufzeichnen.

### Digitale Aufzeichnung
In zunehmendem Maß wird die Aufzeichnung auf einem digitalen Speichermedium durchgeführt. Dabei wird an den Receiver ein digitales Speichermedium angeschlossen oder es ist bereits ein entsprechendes Speichermedium (meist eine Festplatte) eingebaut (Festplattenrekorder).

### Analoge Aufzeichnung
Die digitalen Systeme DVB-T, DVB-S, DVB-S2 und DVB-C erfordern spezielle Receiver oder entsprechend ausgestattete Fernsehgeräte. Das digitale Sendesignal wird im Receiver in ein analoges umgewandelt, das vom klassischen analogen Endgerät (Röhren-Fernseher oder Videorecorder) weiterverarbeitet werden kann. Der Receiver arbeitet daher wie ein Digital-Analog-Wandler.
Besonders zu berücksichtigen ist, dass bei DVB kein originäres VPS-Signal mehr ausgestrahlt wird. Erst nach und nach wurden entsprechende Anpassungen durchgeführt, die aber nicht von allen Sendern und allen Digitalreceivern unterstützt werden.